# Amphichaetodon howensis

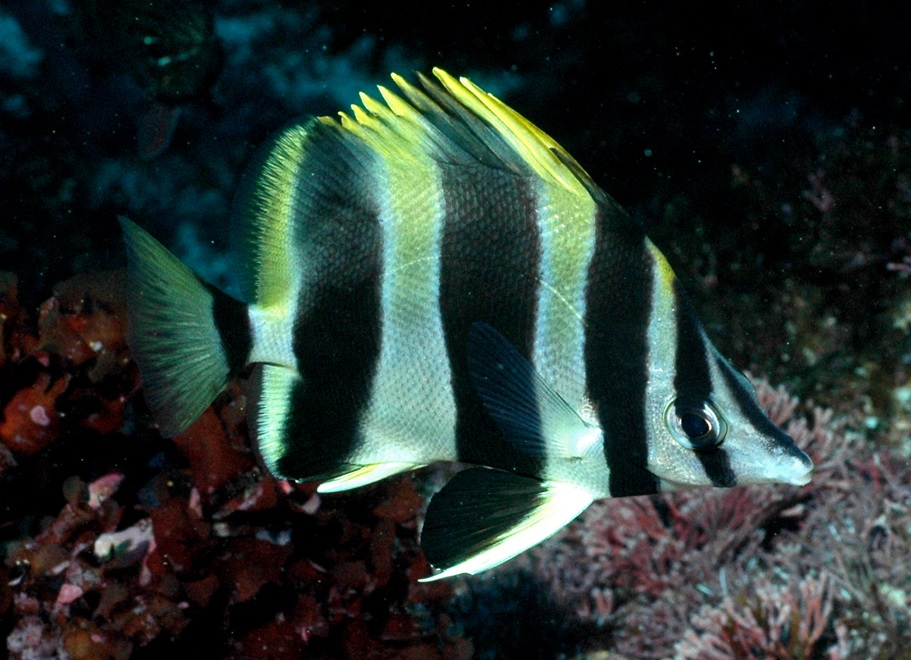
Amphichaetodon howensis en la isla Lord Howe, Australia

El pez mariposa Amphichaetodon howensis es un pez marino, de la familia de los Chaetodontidae.

## Morfología
De cuerpo alto comprimido lateralmente. Su coloración es plateada, con cuatro franjas verticales negras, de diferente grosor, siendo más estrecha la de la cabeza y más anchas las próximas a la aleta caudal. La parte superior del cuerpo y las aletas tienen una tonalidad amarillenta. 
Tiene 12 espinas dorsales, entre 22 y 23 radios blandos dorsales, 3 espinas anales y 16 radios blandos anales.
Alcanza los 18 cm de largo.

## Hábitat y distribución
En arrecifes coralinos exteriores y fondos rocosos, entre 10 y 150 metros de profundidad.
Se distribuye en el océano Pacífico. Es especie nativa de Australia; islas Norfolk y Nueva Zelanda.

## Alimentación
Se nutre de pequeños invertebrados.

## Reproducción
No presentan dimorfismo sexual. Son ovíparos y dispersores de huevos. Forman parejas durante el ciclo reproductivo.